# 카를 프리드리히 겔트너
카를 프리드리히 겔트너(Karl Friedrich Geldner, 1852년 12월 17일 ~ 1929년 2월 5일)는 아베스타어와 베다 산스크리트어 문헌을 분석한 것으로 알려진 독일의 언어학자이다.
작센마이닝겐 공국에서 태어났으며 그 당시 아버지는 개신교 성직자였다.
겔트너는 1871년 라이프치히 대학교에서 산스크리트어와 아베스타어를 공부했다. 이후 1872년 튀빙겐 대학교로 편입했다.
17년 간 베를린에서 강의를 했다. 1907년 마르부르크 대학교로 옮겼고 그곳에서 교수 임명을 받았다. 1921년 교육에서 은퇴하여 마르부르크에서 머물러있다가 1929년 사망했다.

## 참고자료
- Schlerath, Bernfried (2001), 〈Geldner, Karl Friedrich〉, 《Encyclopaedia Iranica》 10 (4), Costa Mesa: Mazda, 2009년 1월 25일에 원본 문서에서 보존된 문서, 2022년 3월 11일에 확인함
- Westrin, Thomas;  외., 편집. (1908), 〈Geldner, Karl Friedrich〉, 《Konversationskexikon och Realencyklopedi》, Stockholm: Nordisk familjebok, 879쪽